# Conclave de 1758
O Conclave de 1758 (15 de maio a 6 de julho), convocado após a morte do Papa Bento XIV, elegeu o cardeal Carlo Rezzonico de Veneza, que recebeu o nome de Papa Clemente XIII.

## O conclave

### Divisões entre cardeais
O Colégio dos Cardeais foi dividido em várias facções, que formaram inicialmente dois blocos:
- Grupo Curial - incluía duas facções de cardeais curiais: Anziani - o pequeno partido dos cardeais criado pelo Papa Clemente XII com seu cardeal-sobrinho Neri Maria Corsini como líder; e Zelanti - o grupo de cardeais conservadores, liderado pelo cardeal Giuseppe Spinelli,[2] que geralmente se opunham a qualquer influência secular na Igreja.
- União das Coroas - incluía representantes e aliados dos tribunais católicos. Os interesses de Fernando VI de Espanha foram representados por Portocarrero, os de Carlos III de Espanha - por Orsini, e os de Maria Teresa da Áustria e seu consorte Francisco I do Sacro Império Romano-Germânico de Alessandro Albani (também protetor de Sardenha) e von Rodt. A facção francesa não tinha líderes no momento da morte de Bento XIV, porque o cardeal protetor da França Pierre Guérin de Tencin morreu em 2 de março de 1758. O rei Luís XV de França nomeou o cardeal Prospero Colonna di Sciarra como seu sucessor, mas essa indicação só se tornou pública em 9 de junho, quase um mês após o início do conclave.

Muitos cardeais criados por Bento XIV (chamados "juniores") não pertenciam a nenhuma facção, mas a maioria deles se alinhava com a "União das Coroas", principalmente com o protetor espanhol Portocarrero.
Durante o conclave, no entanto, esses dois grupos se misturaram. Perto do final do conclave, por um lado, havia a facção imperial juntamente com Zelanti, e do outro lado Anziani, juntamente com a facção Bourbon (defendendo os interesses das coroas Bourbon).
Devido à ausência de representantes políticos dos principais tribunais católicos, os embaixadores da França e do Império pediram aos eleitores que atrasassem a votação até a chegada deles. Essa demanda foi rejeitada antes do início do conclave.

### Os candidatos iniciais e iniciais

Brasão do Papa Clemente XIII (1758-1769)

Somente 27 cardeais entraram no conclave em 15 de maio. Mais dezoito cardeais chegaram a Roma em 29 de junho. Entretanto, o cardeal Bardi teve que deixar o conclave devido a uma doença.
Nenhum candidato sério foi proposto nas primeiras votações. No primeiro escrutínio de 16 de maio, o maior número de votos (oito na cédula e mais três no acesso) foi recebido decano do Colégio de Cardeais Raniero d’Elci, que tinha 88 anos. Entretanto, isso não significa que nenhum esforço para obter o apoio dos candidatos tenha sido feito pelos líderes presentes no conclave. Em particular, Corsini trabalhou vigorosamente para a eleição de Giuseppe Spinelli , líder dos Zelanti., mas encontrou a forte oposição de Orsini, cardeal protetor do Reino de Nápoles. O protetor da Espanha, Portocarrero, também rejeitou Spinelli e conseguiu juntar muitos dos "juniores" ao seu partido. Finalmente, a candidatura de Spinelli teve que ser retirada.
O primeiro candidato com sérias chances de eleição foi Alberico Archinto, secretário de Estado e vice-chanceler do papa falecido. Ele teve um forte apoio entre Zelanti e alguns dos "Cardeais da Coroa", mas a facção de Corsini não concordou em apoiá-lo e produziu como contra-candidato Marcello Crescenzi. Eventualmente, como ocorrera muitas vezes antes e depois, as candidaturas de Archinto e Crescenzi se eliminaram.

### A chegada dos cardeais franceses e sua exclusão contra Cavalchini
Gradualmente, os representantes das cortes reais chegaram a Roma com instruções de seus monarcas. Em 4 de junho, entrou no cardeal Luynes com as instruções de Luís XV de França. Cinco dias depois, ele anunciou oficialmente a nomeação do cardeal Prospero Colonna di Sciarra para o cargo de protetor da França. Mas o cardeal imperial von Rodt ainda era aguardado.
Nos dias seguintes, o novo candidato Carlo Alberto Guidobono Cavalchini recebeu ainda mais votos, promovidos por Corsini e Portocarrero trabalhando juntos. Em 19 de junho, obteve 21 votos, 21 de junho e 26 e, à noite de 22 de junho, 28 de quarenta e três, o que significava que ele tinha apenas um voto a menos de ser eleito. Mas, depois dessa votação, o cardeal Luynes informou o decano do Colégio Sagrado Rainiero d'Elci sobre o veto oficial do rei da França contra Cavalchini. A França se opôs a Cavalchini por seu apoio à beatificação de Roberto Belarmino e nos assuntos relacionados à bula anti-jansenista Unigenitus. A exclusão recebeu fortes protestos, mas o próprio Cavalchini disse: "É uma prova manifesta de que Deus me considera indigno de preencher as funções de seu vigário na terra".
Após o colapso da candidatura de Cavalchini, Portocarrero avançou como novo candidato Paolucci, mas foi rejeitado pelos franceses que, juntamente com o grupo de Corsini, votaram novamente em Crescenzi.

### A chegada do cardeal von Rodt
A chegada do cardeal von Rodt em 29 de junho, com as instruções da Corte Imperial, foi o ponto de virada do conclave. Ele inicialmente tentou conseguir um acordo com os franceses, mas, tendo falhado, voltou-se para a facção Zelanti. As negociações diretas entre von Rodt e Spinelli resultaram na proposta de eleição do cardeal veneziano Carlo Rezzonico, bispo de Pádua. Em 6 de julho da manhã, o bispo de Pádua recebeu oito votos na cédula e quatro adicionais no acesso. Portocarrero, Albani e os cardeais franceses inicialmente se opuseram, mas finalmente concordaram com ele. Após as consultas dos cardeais franceses com o embaixador Laon, ficou claro que Rezzonico seria eleito para o papado.

## A eleição do Papa Clemente XIII
Em 6 de julho à noite, Carlo Rezzonico foi eleito papa, recebendo trinta e um dos quarenta e quatro, um a mais que a maioria exigida de dois terços. Os treze restantes (incluindo o seu) ficaram com o cardeal decano Raniero d’Elci. Rezzonico aceitou sua eleição e tomou o nome de Clemente XIII, em homenagem ao Papa Clemente XII, que o elevou ao cardinalato em 1737. Ele foi coroado em 16 de julho na Basílica de São Pedro pelo cardeal protodiácono Alessandro Albani.

## Cardeais Eleitores
| Concistoro                     | 1758 |
| ------------------------------ | ---- |
| Novembro 1719                  | 1    |
| Consistórios de Clemente XI    | 1    |
| Julho 1721                     | 1    |
| Consistórios de Inocêncio XIII | 1    |
| Julho 1729                     | 1    |
| Consistórios de Bento XIII     | 1    |
| Agosto 1730                    | 1    |
| Setembro 1731                  | 1    |
| Outubro 1732                   | 1    |
| Janeiro 1735                   | 1    |
| Dezembro 1737                  | 3    |
| Junho 1738                     | 1    |
| Setembro 1739                  | 1    |
| Consistórios de Clemente XII   | 9    |
| Setembro 1743                  | 14   |
| Abril 1747                     | 6    |
| Julho 1747                     | 1    |
| Novembro 1753                  | 12   |
| Abril 1754                     | 1    |
| Dezembro 1754                  | 1    |
| Abril 1756                     | 8    |
| Consistórios de Bento XIV      | 43   |
| Total                          | 55   |

| Criado por                  | Cardeais | Por Cento |
| --------------------------- | -------- | --------- |
| Papa Clemente XI (CXI)      | 01       | 1,82 %    |
| Papa Inocêncio XIII (IXIII) | 01       | 1,82 %    |
| Papa Bento XIII (BXIII)     | 01       | 1,82 %    |
| Papa Clemente XII (CXII)    | 09       | 16,36 %   |
| Papa Bento XIV (BXIV)       | 043      | 78,18 %   |
| Total                       | 55       | 100 %     |

### Cardeais Bispos
| Nº | Nome                              | Consistório   | Papa  |
| -- | --------------------------------- | ------------- | ----- |
| 1  | Raniero d’Elci                    | Dezembro 1737 | CXII  |
| 2  | Giovanni Antonio Guadagni O.C.D.  | Setembro 1731 | CXII  |
| 3  | Francesco Scipione Maria Borghese | Julho 1729    | BXIII |
| 4  | Giuseppe Spinelli                 | Janeiro 1735  | CXII  |
| 5  | Carlo Maria Sacripante            | Setembro 1739 | CXII  |
| 6  | Joaquín Fernández de Portocarrero | Setembro 1743 | BXIV  |

### Cardeais Presbíteros
| Nº | Nome                                      | Consistório   | Papa |
| -- | ----------------------------------------- | ------------- | ---- |
| 7  | Carlo della Torre-Rezzonico               | Dezembro 1737 | CXII |
| 8  | Domenico Silvio Passionei                 | Junho 1738    | CXII |
| 9  | Camillo Paolucci                          | Setembro 1743 | BXIV |
| 10 | Carlo Alberto Guidobono Cavalchini        | Setembro 1743 | BXIV |
| 11 | Giacomo Oddi                              | Setembro 1743 | BXIV |
| 12 | Federico Marcello Lante della Rovere      | Setembro 1743 | BXIV |
| 13 | Marcello Crescenzi                        | Setembro 1743 | BXIV |
| 14 | Giorgio Doria                             | Setembro 1743 | BXIV |
| 15 | Giuseppe Pozzobonelli                     | Setembro 1743 | BXIV |
| 16 | Girolamo Bardi                            | Setembro 1743 | BXIV |
| 17 | Fortunato Tamburini, O.S.B.Cas.           | Setembro 1743 | BXIV |
| 18 | Daniele Delfino                           | Abril 1747    | BXIV |
| 19 | Carlo Vittorio Amedeo Ignazio delle Lanze | Abril 1747    | BXIV |
| 20 | Henry Benedict Stuart                     | Julho 1747    | BXIV |
| 21 | Giuseppe Maria Feroni                     | Novembro 1753 | BXIV |
| 22 | Fabrizio Serbelloni                       | Novembro 1753 | BXIV |
| 23 | Giovanni Francesco Stoppani               | Novembro 1753 | BXIV |
| 24 | Luca Melchiore Tempi                      | Novembro 1753 | BXIV |
| 25 | Carlo Francesco Durini                    | Novembro 1753 | BXIV |
| 26 | Cosimo Imperiali                          | Novembro 1753 | BXIV |
| 27 | Vincenzo Malvezzi Bonfioli                | Novembro 1753 | BXIV |
| 28 | Clemente Argenvilliers                    | Novembro 1753 | BXIV |
| 29 | Antonio Andrea Galli                      | Novembro 1753 | BXIV |
| 30 | Antonino Sersale                          | Abril 1754    | BXIV |
| 31 | Alberico Archinto                         | Abril 1756    | BXIV |
| 32 | Giovanni Battista Rovero                  | Abril 1756    | BXIV |
| 33 | Paul d'Albert de Luynes                   | Abril 1756    | BXIV |
| 34 | Étienne-René Potier de Gesvres            | Abril 1756    | BXIV |
| 35 | Franz Konrad Kasimir Ignaz von Rodt       | Abril 1756    | BXIV |

### Cardeais Diáconos
| Nº | Nome                         | Consistório   | Papa  |
| -- | ---------------------------- | ------------- | ----- |
| 36 | Alessandro Albani            | Julho 1721    | IXIII |
| 37 | Neri Maria Corsini           | Agosto 1730   | CXII  |
| 38 | Agapito Mosca                | Outubro 1732  | CXII  |
| 39 | Girolamo Colonna di Sciarra  | Setembro 1743 | BXIV  |
| 40 | Prospero Colonna di Sciarra  | Setembro 1743 | BXIV  |
| 41 | Domenico Orsini de Aragão    | Setembro 1743 | BXIV  |
| 42 | Giovanni Francesco Albani    | Abril 1747    | BXIV  |
| 43 | Flavio Chigi, Jr             | Novembro 1753 | BXIV  |
| 44 | Giovanni Francesco Banchieri | Novembro 1753 | BXIV  |
| 45 | Ludovico Maria Torriggiani   | Novembro 1753 | BXIV  |

### Ausentes
| Nº | Nome                                             | Consistório   | Papa |
| -- | ------------------------------------------------ | ------------- | ---- |
| 1  | Thomas Philip Wallrad d'Alsace-Boussut de Chimay | Novembro 1719 | CXI  |
| 2  | Joseph Dominicus von Lamberg                     | Dezembro 1737 | CXII |
| 3  | Johann Theodor von Bayern                        | Setembro 1743 | BXIV |
| 4  | Álvaro Eugenio Mendoza Caamaño y Sotomayor       | Abril 1747    | BXIV |
| 5  | Giovanni Battista Mesmer                         | Abril 1747    | BXIV |
| 6  | José Manuel da Câmara de Atalaia                 | Abril 1747    | BXIV |
| 7  | Luis Antonio Fernández de Córdoba                | Dezembro 1754 | BXIV |
| 8  | Nicolas de Saulx-Tavannes                        | Abril 1756    | BXIV |
| 9  | Francisco de Solís Folch de Cardona              | Abril 1756    | BXIV |
| 10 | Francisco de Saldanha da Gama                    | Abril 1756    | BXIV |